# Nick Barton
Nicholas Hamilton Barton (Londen, 30 augustus 1955) is een Britse evolutiebioloog. 	
Barton kreeg vooral erkenning voor zijn werk op het gebied van hybride zones, zones waarin hybriden voorkomen van verschillende soorten. Daarbij gebruikte hij voornamelijk de roodbuikvuurpad (Bombina bombina) als studieobject. Gedurende dit onderzoek ontwikkelde hij wiskundige methodes om multiloci te onderzoeken. In een paar gevallen werkte hij daarvoor samen met Michael Turelli. Concrete onderzoeksvragen die Barton onderzocht, zijn bijvoorbeeld de rol van epistasie, de evolutie van seksuele voortplanting, de vorming van nieuwe soorten en wat de mate van aanpassing limiteert.

## Academisch leven
Barton haalde in 1979 een PhD met het proefschrift A Narrow Hybrid Zone in the Alpine Grasshopper Podisma pedestris onder Godfrey Hewitt aan de University of East Anglia. Na van 1980 tot 1982 gewerkt te hebben als laboratoriumdemonstrant aan de University of Cambridge werd Barton lecturer ('universitair docent') aan het 'Department of Genetics and Biometry' van het University College London. In 1989 en 1990 was hij hier reader ('universitair hoofddocent'). 
Barton verkaste naar de University van Edinburgh in 1990. Hij werkte daar samen met onder andere Brian en Deborah Charlesworth op  het gebied van de kwantitatieve genetica en de populatiegenetica..
Barton werd in 1994 hoogleraar en in hetzelfde jaar verkozen tot Fellow of the Royal Society. In 1985 kreeg hij de Bicentenary Medal, in 2005 kreeg hij de Wolfson Merit Award, in 2006 de Darwin Medal. In 2008 kreeg hij de Darwin-Wallace Medal van de Linnean Society of London. 
Sinds 2008 is hij hoogleraar aan het Institute of Science and Technology (IST) in Oostenrijk
Volgens ISIHighlyCited.com behoort Barton tot de meest geciteerde wetenschappers op het gebied van ecologie en milieu. 